# Gentioux-Pigerolles
Gentioux-Pigerolles (em occitano:  Genciòus) é uma comuna francesa na região administrativa da Nova Aquitânia, no departamento de Creuse. Estende-se por uma área de 79,29 km². Em 2010 a comuna tinha 397 habitantes (densidade: 5 hab./km²).
Entre o seu património encontram-se três igrejas do século XII em Gentioux, Pallier e Pigerolles, um dólmen, uma ponte romana sobre o rio Thaurion em Senoueix, e um memorial da Primeira Guerra Mundial.